# Echinodon
Echinodon becklesii
Genre
Espèce
Echinodon est un genre éteint de petits dinosaures ornithischiens primitifs appartenant à la famille des hétérodontosauridés. Il a vécu en Angleterre au début du Crétacé inférieur (Berriasien), soit il y a environ entre 149,2 à 137,05 millions d'années.
La seule espèce est Echinodon becklesii, nommée en 1861 par Richard Owen, qui l'a confondu avec un lézard.

## Étymologie
Le nom Echinodon est composé des mots du grec ancien « echino  »,  « épineux » et « odon », « dent », pour donner « dent épineuse » en référence aux pointes sur ses dents.

## Découverte et espèces
Le spécimen a été découvert par Samuel Beckles près de Swanage, Angleterre. Bipède herbivore, il mesurait environ 60 centimètres de long. À la différence de la plupart des ornithischiens, Echinodon avait une ou deux dents de forme canine dans chaque maxillaire supérieur.

## Classification
Echinodon a été parfois considéré comme un thiréophorien, principalement en raison de l'association incorrecte d'ostéodermes de tortues avec ses restes.
Paul Sereno l'a reclassé en Heterodontosauridae en 1991. Dans son étude de 2012 sur la phylogénie des Heterodontosauridae, il le place en position très basale au sein de cette famille : 
|  | Echinodon  |
|  |            |
|  | Fruitadens |
|  |            |
|  | Tianyulong |
|  |            |

|  | Pegomastax |
|  |            |
|  | Manidens   |
|  |            |

|  | Abrictosaurus     |
|  |                   |
|  | Heterodontosaurus |
|  |                   |

|  | Pegomastax |
|  |            |
|  | Manidens   |
|  |            |

|  | Abrictosaurus     |
|  |                   |
|  | Heterodontosaurus |
|  |                   |

|  | Pegomastax |
|  |            |
|  | Manidens   |
|  |            |

|  | Abrictosaurus     |
|  |                   |
|  | Heterodontosaurus |
|  |                   |

|  | Pegomastax |
|  |            |
|  | Manidens   |
|  |            |

|  | Abrictosaurus     |
|  |                   |
|  | Heterodontosaurus |
|  |                   |

|  | Echinodon  |
|  |            |
|  | Fruitadens |
|  |            |
|  | Tianyulong |
|  |            |

|  | Pegomastax |
|  |            |
|  | Manidens   |
|  |            |

|  | Abrictosaurus     |
|  |                   |
|  | Heterodontosaurus |
|  |                   |

|  | Pegomastax |
|  |            |
|  | Manidens   |
|  |            |

|  | Abrictosaurus     |
|  |                   |
|  | Heterodontosaurus |
|  |                   |

|  | Pegomastax |
|  |            |
|  | Manidens   |
|  |            |

|  | Abrictosaurus     |
|  |                   |
|  | Heterodontosaurus |
|  |                   |

|  | Pegomastax |
|  |            |
|  | Manidens   |
|  |            |

|  | Abrictosaurus     |
|  |                   |
|  | Heterodontosaurus |
|  |                   |